# Łokomotiw Płowdiw (piłka siatkowa)

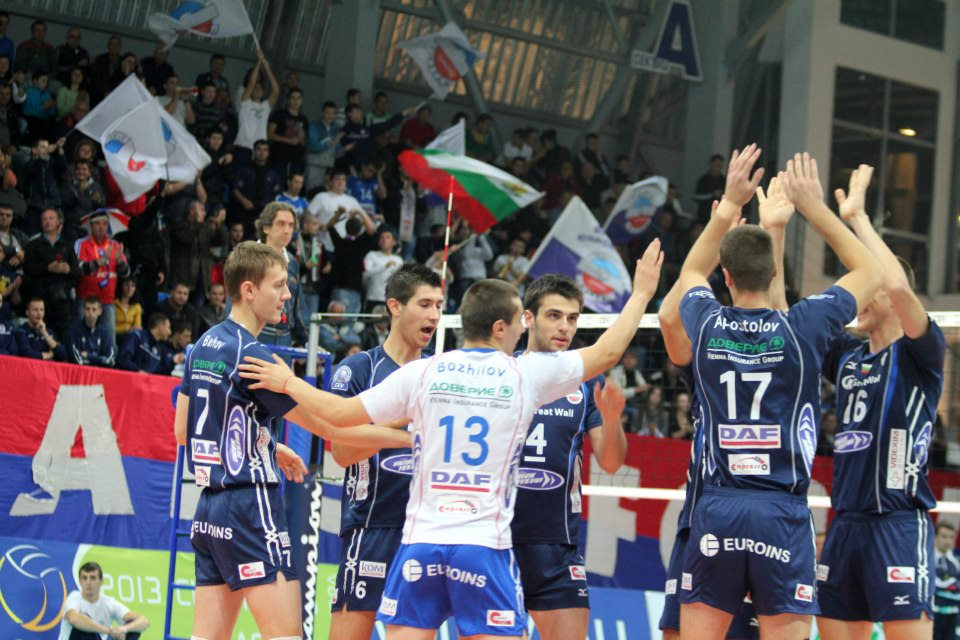
Zawodnicy Marek Junion-Iwkoni Dupnica w sezonie 2011/2012

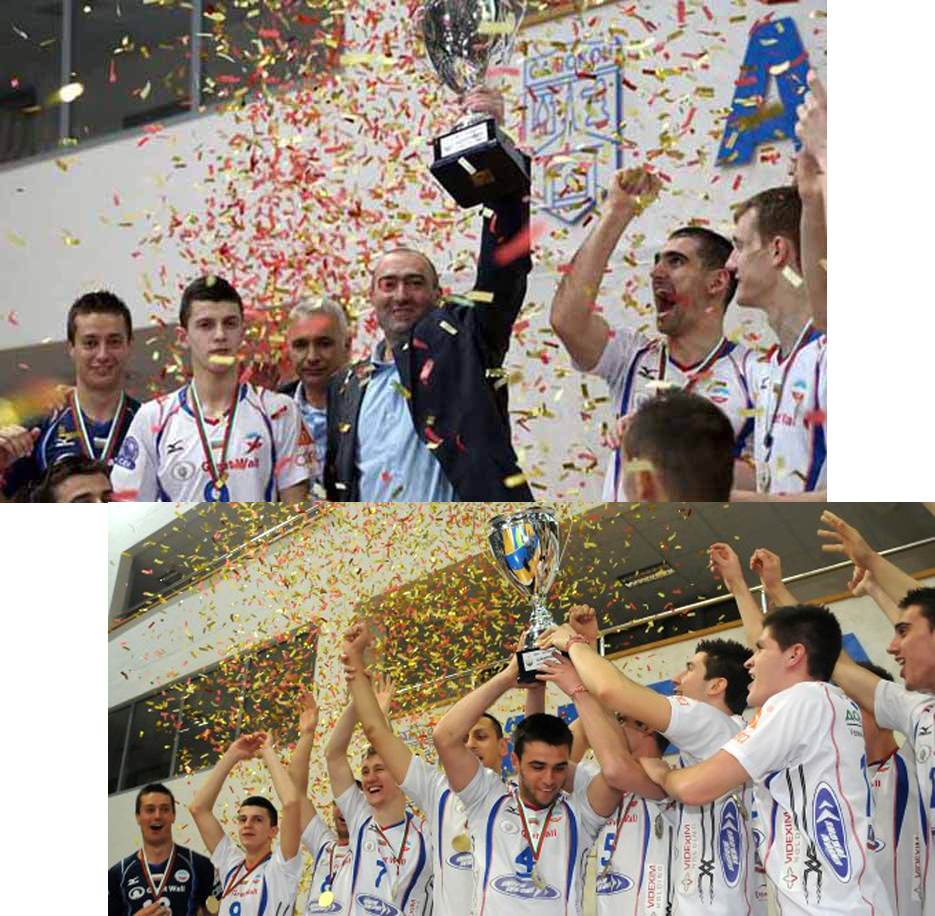
Marek Junion-Iwkoni Dupnica Mistrzem Bułgarii w sezonie 2013/2014

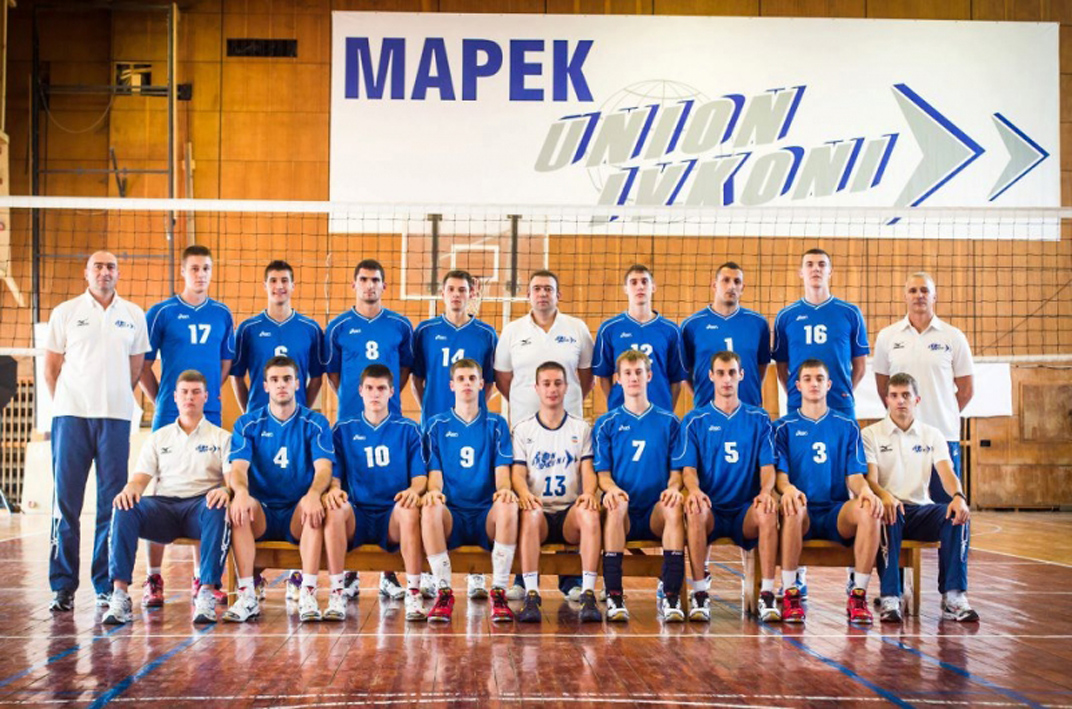
Zawodnicy Marek Junion-Iwkoni Dupnica w sezonie 2013/2014

Łokomotiw Awia Płowdiw (bułg. Локомотив Авиа Пловдив) – bułgarski męski klub siatkarski z siedzibą w Płowdiwie. W swojej historii cztery razy zdobył mistrzostwo Bułgarii i raz Puchar Bułgarii.
Klub założony został w 1996 roku w Dupnicy pod nazwą Atletik (bułg. Атлетик). W 2000 roku przewodniczącym zarządu został Iwajło Konstantinow – prezes konsorcjum transportowo-turystycznego Junion-Iwkoni. Wówczas klub przyjął nazwę Marek Junion-Iwkoni (bułg. Марек Юнион-Ивкони). W sezonie 2001/2002 zadebiutował w najwyższej klasie rozgrywkowej. Swoje mecze domowe rozgrywał w hali sportowej „Dupnica”.
31 stycznia 2024 roku podjęto decyzję o przeniesieniu po zakończeniu sezonu 2023/2024 siedziby klubu do Płowdiwu i zmianie nazwy na Łokomotiw Awia. Sponsorem tytularnym zostało przedsiębiorstwo Awia. Obecnie zespół swoje mecze domowe rozgrywa w uniwersyteckiej hali sportowej „Paisij Chilendarski”.

## Sukcesy
Mistrzostwa Bułgarii:
- 1. miejsce (4x): 2011/2012, 2012/2013, 2013/2014, 2014/2015
- 2. miejsce (4x): 2002/2003, 2003/2004, 2007/2008, 2024/2025[4]
- 3. miejsce (1x): 2001/2002

 Puchar Bułgarii:
- 1. miejsce (1x): 2012/2013